# 조지나 채프먼
조지나 채프먼(Georgina Chapman, 1976년 4월 14일 ~ )은 잉글랜드의 패션 디자이너, 배우이다. 전직 모델인 케런 크레이그와 패션 라벨 마르케사(Marchesa)를 공동 창립했다.